# سمفونی شماره ۹ (شوبرت)

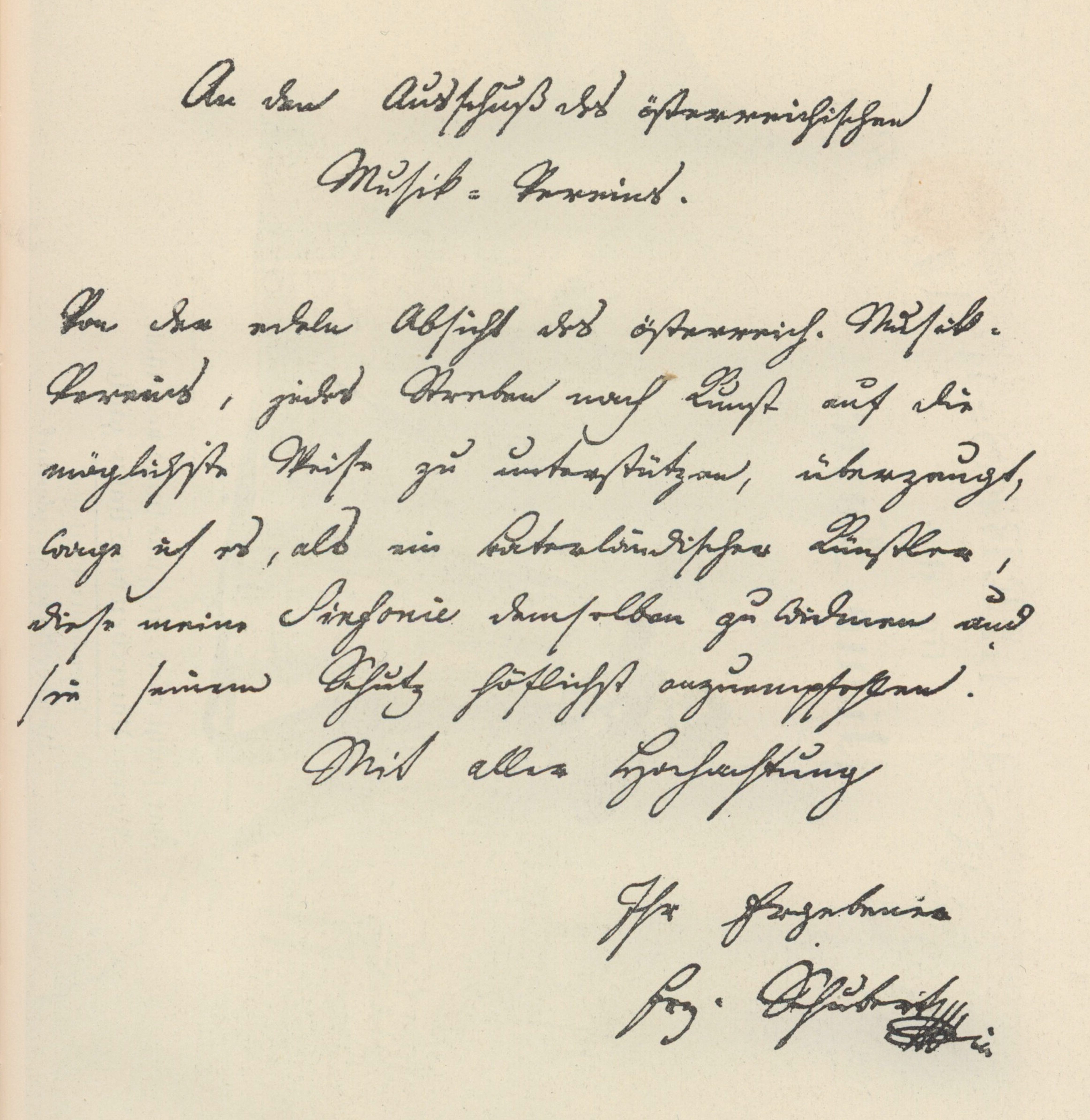
دست‌نوشتهٔ شوبرت در مقدمهٔ اثر

سمفونی شماره ۹ (به انگلیسی: Symphony No. 9) در گام دو ماژور، دی (کاتالوگ موضوعی شوبرت) ۹۴۴، شناخته‌شده با نام سمفونی بزرگ (به آلمانی: Die Große Sinfonie، به انگلیسی: The Great Symphony)، اثر فرانتس شوبرت، آهنگساز بزرگ اتریشی سبک کلاسیک/ رمانتیک در سال ۱۸۴۰ به‌عنوان سمفونی شماره ۷ در دو ماژور منتشر شد. هرچند در نسخه جدید شوبرت از آن با نام سمفونی شماره ۸ (معروف به سمفونی ناتمام) یاد شده، این اثر هنری، سمفونی نهایی و تکمیل‌شده توسط خودِ شوبرت است.
این سمفونی عموماً با نام سمفونی بزرگ در دو ماژور نامیده می‌شود که متمایزکنندهٔ اثر از کار مشابه دیگرِ مصنف، یعنی سمفونی شماره ۶ با عنوان سمفونی کوچک در همان فرم مشابهِ دو ماژور است.
زیرنویس معرفی اثر بیانگر ارجاعات به یک سمفونی بزرگ است که در زمان خودش یک به‌اصطلاح غیرمنتظرهٔ طولانی به‌حساب می‌آمد. اجرای کامل و متعارفِ سمفونی شماره ۹ در حدود ۵۵ دقیقه زمان می‌بَرَد؛ البته این اثر می‌تواند در کمتر از ۴۵ دقیقه هم اجرا شود و تکنیک این شیوه در نحوهٔ استفاده از سرعت ضرب‌آهنگ سریع‌تر (تُندا/ تِمپو) و تکرار نکردنِ بخش‌ها به‌عنوان درون‌مایهٔ بسط (گسترش‌دادن) اثر است.